# Jhalawar (Distrikt)
Der Distrikt Jhalawar (Hindi झालावाड़ जिला) ist ein Distrikt im westindischen Bundesstaat Rajasthan.
Die Fläche beträgt 6.219 km². Verwaltungssitz ist die gleichnamige Stadt Jhalawar.

## Bevölkerung
Die Einwohnerzahl liegt bei 1.411.327 (2011), mit 725.667 Männern und 685.660 Frauen.